# Гипербарическая оксигенация

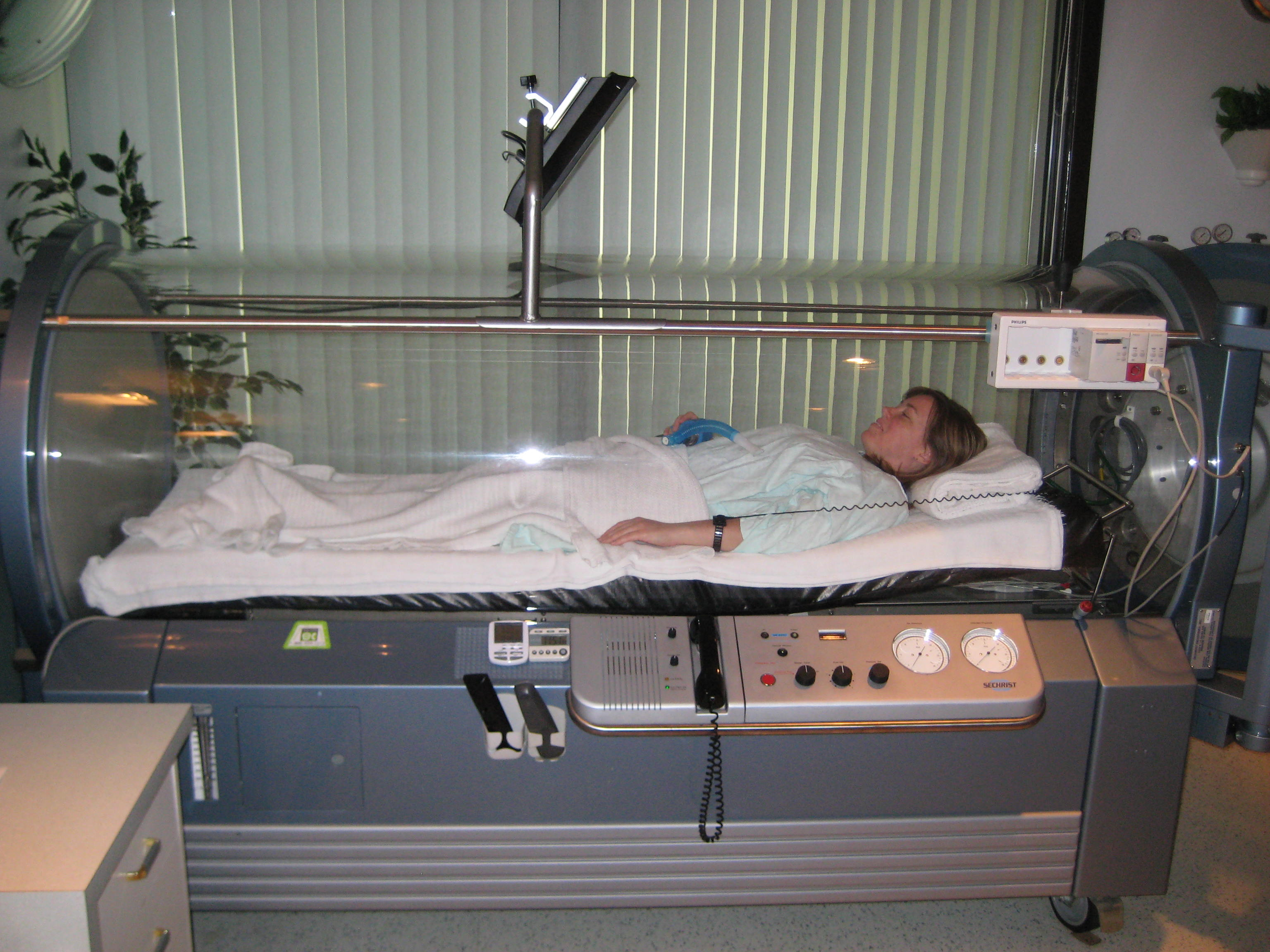
Пациентка в барокамере в одном из канадских госпиталей

Гипербарическая оксигенация (ГБО) — метод насыщения пациента кислородом (оксигенотерапия) под высоким давлением в лечебных целях, проводится в гипербарических барокамерах. Применяется в лечении декомпрессионной болезни или воздушной эмболии. Терапевтический принцип связан со значительным повышением парциального давления кислорода в биологических тканях в сравнении с достигаемым при дыхании чистым кислородом под обычным атмосферным давлением.
Эффект проявляется в увеличении кислородной ёмкости крови: при гипербарической оксигенации транспорт кислорода плазмой значительно возрастает, тогда как при дыхании кислородом под атмосферным давлением транспорт кислорода ограничен связывающей ёмкостью гемоглобина эритроцитов, а плазмой переносится лишь незначительная часть кислорода, поскольку при атмосферном давлении гемоглобин эритроцитов насыщен кислородом практически до предела, этот путь переноса кислорода к клеткам не может использоваться сверх предела.

## Применение
Американское общество подводной и гипербарической медицины (англ. Undersea and Hyperbaric Medical Society; UHMS) рекомендует достаточно широкое применение метода, в том числе при отравлениях угарным газом, осложнённых отравлением цианидами, клостридиальном миозите (газовой гангрене), краш-синдромах, синдромах отрыва и других острых травматических повреждениях, высокой кровопотере, внутримозговых абсцессах, некротизирующих инфекциях мягких тканей, рефрактерном остеомиелите, отсроченном радиационном повреждении, при кожной пластике, термических ожогах, отморожениях. Ранее та же организация рекомендовала использование гипербарической оксигенации при патологиях эндокринных желез, патологиях беременности и новорожденных.
В клинических исследованиях однозначно подтверждается эффективность метода при кессоной болезни. Семь проведённых клинических исследований пока не подтвердили положительный эффект при отравлении угарным газом; одно исследование не прояснило вопрос о возможности лечения газовой гангрены с помощью метода; два исследования предполагают возможное наличие заживляющего эффекта при лечении травматических ран, но для того, чтобы сказать точнее нужны ещё исследования; семь исследований показали, что применение баротерапии снижает риск смерти и комы при травмах мозга, однако не дают ответа на вопрос, лучше ли идёт реабилитация и последующее восстановление больных с применением баротерапии; два исследования по лечению термических ожогов с помощью метода не выявили положительный эффект.
По лечению некротизирующей инфекции мягких тканей с помощью гипербарической оксигенации, качественных исследований не проводилось. Есть некоторые свидетельства эффективности баротерапии при отсроченном радиационном повреждении (мягких тканей и костных некрозах).
FDA, подтверждая эффективность при лечении кессонной болезни, предупреждает об отсутствии доказательств эффективности и безопасности при лечении ВИЧ, болезни Альцгеймера, астмы, паралича лицевых мышц, черепно-мозговых травм, церебрального паралича, депрессии, инфаркта миокарда, гепатита, мигрени, рассеянного склероза, паркинсонизма, повреждениях спинного мозга, спортивных травм, инсульта. Также указывается, что применение гипербарической камеры может вызывать лёгкие неприятные симптомы: боль в пазухах носа, давление в ушах, боль в суставах. Возможны тяжёлые последствия в виде паралича, воздушной эмболии (пузырьки газа в крови, которые препятствуют кровообращению).
НИИ скорой помощи имени Склифосовского и ГНЦ Федеральный медицинский биофизический центр им. А. И. Бурназяна ФМБА России в Москве стали первыми российскими медицинскими учреждениями, где применяют экспериментальную методику лечения от COVID-19 с помощью гипербарической оксигенации (ГБО).
По мнению ученых из Университета Тель-Авива гипербарическая оксигенотерапия увеличивает длину теломер и снижает иммунное старение изолированных клеток крови.  Они установили, что у пожилых людей при получении чистого кислорода в условиях гипербарической барокамеры длина теломеров увеличивается на 20%, что по их мнению может быть использовано как способ борьбы со старением. Однако это предположение не выдерживает критики, поскольку эти данные могут быть интерпретированы и иначе: "... в качестве защитной реакции на мощный оксидативный (кислородный) стресс организм выбрасывал из депо костного мозга относительно молодые лимфоциты" за счет активации гемопоэза ранее не активных клеток-предшественников. У них теломеры длиннее так как они меньше делились. Когда же анализируют кровь, создается обманчивое впечатление, что теломеры удлинились. На самом же деле произошла массовая гибель старых клеток и вброс в кровь ранее не задействованных "спящих клеток" в ответ на стресс. Результат такого "омоложения" плачевный - сокращается пул резервных гемопоэтических клеток-предшественников, а значит и способность организма противостоять старению в будущем.

## Противопоказания
Противопоказания к применению гипербарической оксигенации в лечебной практике
:
- наличие в анамнезе эпилепсии (или каких-либо других судорожных припадков);
- наличие остаточных полостей (каверны, абсцессы и воздушные кисты) в легких;
- тяжелые формы гипертонической болезни;
- острые респираторные заболевания, нарушение проходимости евстахиевых труб и каналов, соединяющих придаточные пазухи носа с внешней средой (полипы и воспалительные процессы в носоглотке, среднем ухе, придаточных пазухах носа, аномалии развития и тому подобные);
- клаустрофобия;
- наличие повышенной чувствительности к кислороду.